# HD 209458 b
HD 209458 b que de vegades és anomenat no oficialment Osiris, és un planeta extrasolar que orbita HD 209458 en la constel·lació de Pegàs, a 150 anys llum de la Terra. S'hi van detectar proves d'una possible presència d'aigua.
El radi de l'òrbita del planeta és de 7 milions de quilòmetres, unes 0,047 unitats astronòmiques, o una vuitena part del radi de l'òrbita de Mercuri. Aquest petit radi resulta en un any que són 3,5 dies terrestres i una temperatura de superfície al voltant de 1.000 °C. Té una massa de 220 vegades la de la Terra (0,69 masses de Júpiter) i el seu volum és 2,5 vegades més gros que Júpiter. L'alta massa i volum de HD 209458 b indiquen que es tracta d'un gegant gasós.
HD 209458 b representa una sèrie de fites en la investigació extraplanetària. Va ser la primera de moltes categories:
- un planeta extrasolar transitiu
- el primer planeta detectat a través de més d'un mètode
- un planeta extrasolar conegut per tenir una atmosfera
- un planeta extrasolar observat per tenir una atmosfera d'hidrogen que s'evapora
- un planeta extrasolar que té una atmosfera contenint oxigen i carboni
- un dels primers dos planetes extrasolars a ser directament observat espectroscòpicament
- el primer gegant gasós extrasolar que té una supertempesta mesurada
- el primer planeta que té una velocitat orbital mesurada, que en determina la massa directament.[10]

Segons les aplicacions de nous models teorètics, a l'abril de 2007, s'al·lega ser el primer planeta extrasolar detectat amb vapor d'aigua en l'atmosfera.
El juliol de 2014, la NASA va anunciar la descoberta d'atmosferes molt seques en tres exoplanetes (HD 189733b, HD 209458b, WASP-12b) que orbiten estrelles semblants al sol.

## Detecció i descobriment

### Trànsits
En primer lloc, els estudis espectroscòpics van revelar la presència d'un planeta al voltant de HD 209458 el 5 de novembre de 1999. Els astrònoms havien fet mesuraments fotomètrics precisos de diverses estrelles que se sabia que eren orbitades per planetes, amb l'esperança que poguessin observar la caiguda de la lluentor de l'estrella causat pel trànsit del planeta a través de la cara de l'estrella. Això requeriria que l'òrbita del planeta estigués prou inclinada de manera que hauria de passar entre la Terra i l'estrella, i prèviament no s'havien detectat trànsits.
Poc després del descobriment, equips per separats, un liderat per David Charbonneau incloent Timothy Brown i d'altres, i l'altre per Gregory W. Henry, van detectar un trànsit del planeta a través de la superfície de l'estrella, el qu en va fer el primer planeta extrasolar en trànsit conegut. El 9 i el 16 de setembre de 1999, l'equip de Charbonneau va mesurar prop de l'1,7% de la caiguda de brillantor de HD 209458, que es va atribuir al pas del planeta a través de l'estrella. El 8 de novembre, l'equip d'Henry va observar un trànsit parcial, veient només l'entrada. Inicialment poc segurs dels seus resultats, el grup d'Henry va decidir emprendre els seus resultats a la publicació després d'escoltar rumors que Charbonneau havia vist amb èxit tot un trànsit al setembre. Els treballs de tots dos equips van ser publicats simultàniament en la mateixa edició de la revista Astrophysical Journal. Cada trànsit dura unes tres hores, durant el qual el planeta abasta aproximadament l'1,5% de la cara de l'estrella.
L'estrella s'havia observat moltes vegades pel satèl·lit Hipparcos, el que va permetre als astrònoms calcular el període orbital de HD 209458 b amb molta precisió en 3,524736 dies.

### Espectroscòpic
Les anàlisis espectroscòpiques han demostrat que el planeta té una massa d'unes 0,69 vegades la de Júpiter. L'ocurrència dels trànsits va permetre als astrònoms calcular el radi del planeta, el que no havia sigut possible per a qualsevol exoplaneta conegut prèviament, i va resultar tenir un radi un 35% més gran que el de Júpiter.

### Detecció directa
El 22 de març de 2005, la NASA va publicar que la llum infraroja des del planeta havia sigut mesurada pel Spitzer Space Telescope, la primera detecció directa de la llum d'un planeta extrasolar. Això es va fer restant la llum constant de l'estrella mare i prenent nota de la diferència com el planeta transitat davant de l'estrella va ser eclipsat al darrere, proporcionant una mesura de la llum del mateix planeta. Noves mesures a partir d'aquesta observació van determinar la temperatura del planeta com a mínim a 750 °C. L'òrbita circular de HD 209458 b també va ser confirmada.

El trànsit de HD 209458 b.

### Observació espectral
El 21 de febrer de 2007, la NASA i el Nature van publicar informació sobre que HD 209458 b va ser un dels dos primers planetes extrasolars a tenir els seus espectres observats directament, l'altre va ser HD 189733 b. Això va ser durant molt de temps com el primer mecanisme pel qual les formes de vida extrasolars però no sensibles podrien ser trobades, a manera d'influència en l'atmosfera d'un planeta. Un grup d'investigadors dirigit per Jeremy Richardson del Goddard Space Flight Center de la NASA va mesurar espectralment l'atmosfera de HD 209458 b en el rang de 7,5 a 13,2 micròmetres. Els resultats van desafiar les expectatives teòriques de diverses maneres. L'espectre havia estat predit per tenir un màxim en 10 micròmetres que hauria indicat vapor d'aigua en l'atmosfera, però aquest valor màxim estava absent, indicant que no hi ha vapor d'aigua detectable. Un altre màxim inesperat es va observar a 9,65 micròmetres, que els investigadors atribueixen als núvols de pols de silicat, un fenomen no observat prèviament. Un altre màxim inesperat va passar a 7,78 micròmetres, que els investigadors no tenien una explicació clara. Un altre equip liderat per Mark Swain de la Jet Propulsion Laboratory va tornar a analitzar les dades de Richardson et al., i encara no havien publicat els seus resultats quan va sortir l'article de Richardson et al., amb descobriments semblants.
El 23 de juny de 2010, els astrònoms van anunciar que havien mesurat una supertempesta (amb velocitats de vent de fins a 7000 km/h) per primera vegada en l'atmosfera de HD 209458 b. Les observacions de molt alta precisió van ser realitzades pel Very Large Telescope de l'ESO i el seu potent espectrògraf CRIRES va mostrar que el monòxid de carboni hi circula a una enorme velocitat des del costat extremadament calent del dia al costat de nit, òbviament més fred del planeta. Les observacions també permeten un altre emocionant «primícia»: el mesurament de la velocitat orbital del mateix exoplaneta, proporcionar una determinació directa de la seva massa.

## Rotació
L'agost de 2008, un nou càlcul d'HD 209458 b es va fer per l'efecte Rossiter-McLaughlin amb el mateix angle d'òrbita detectat per Winn el 2005. Hi van obtenir el valor de −4,4 ± 1,4 graus.

## Característiques físiques
S'ha plantejat prèviament la hipòtesi que els Júpiters calents particularment prop de la seva estrella mare podrien exhibir aquesta mena d'inflació a causa de l'escalfament intens de l'atmosfera exterior. L'escalfament de marea a causa de l'excentricitat de l'òrbita, que podria haver estat més excèntrica en la formació, també pot haver tingut un paper important en els últims mil milions d'anys.

### Estratosfera i els núvols superiors

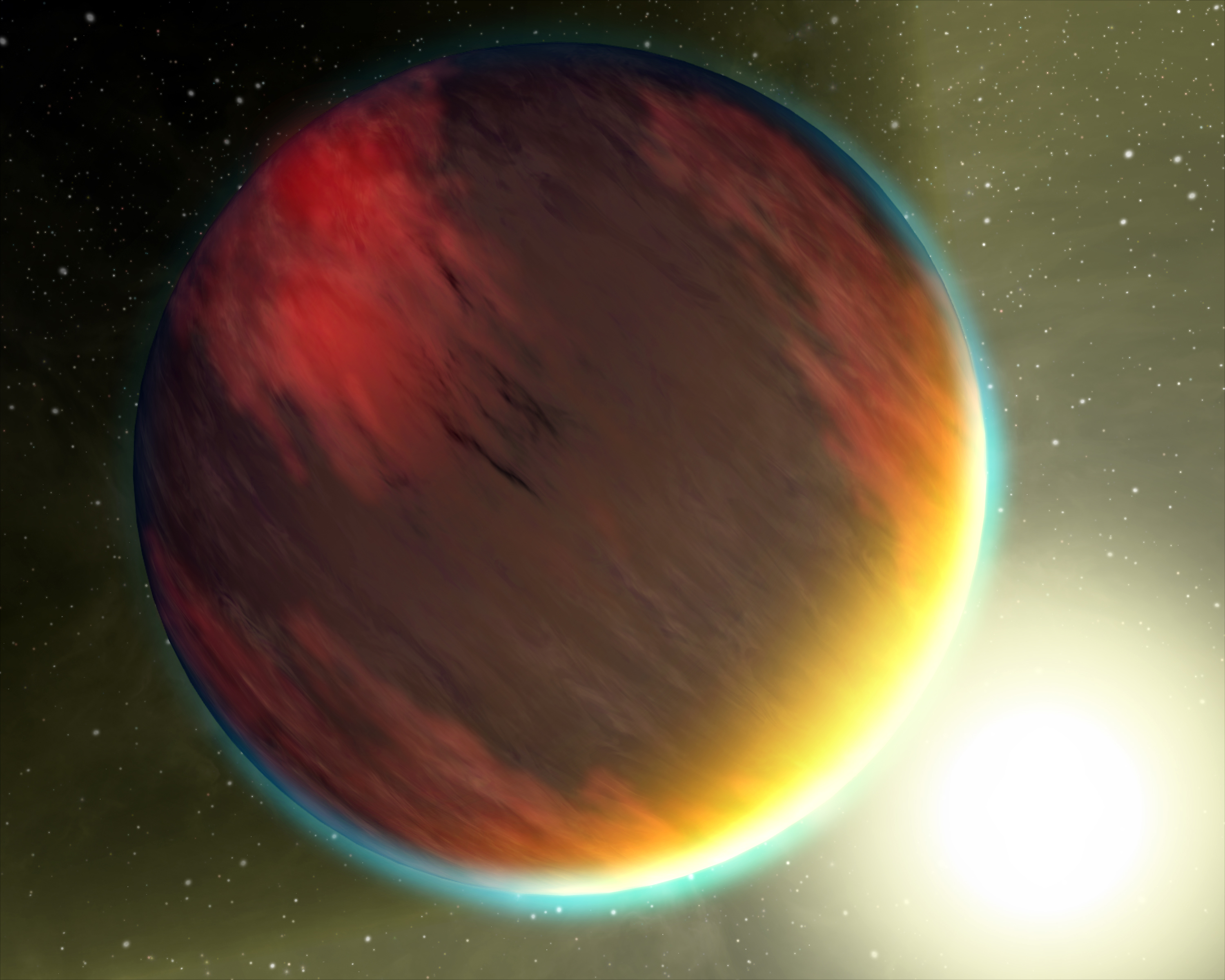
Concepció artística del planeta extrasolar HD 209458 b.

L'atmosfera està sotmesa a una pressió d'un bar a una alçada d'1,29 radis de Júpiter per sobre del centre del planeta.
Quan la pressió és a 33±5 mil·libars, l'atmosfera és clara (probablement hidrogen) i l'efecte Rayleigh n'és detectable. En aquesta pressió la temperatura és de 2200±260 K.
Les observacions del Microvariability and Oscillations of STars telescope en òrbita inicialment va limitar l'albedo del planeta (o reflectivitat) per sota del 30%, per la qual cosa és un objecte sorprenentment fosc. (L'albedo geomètric es va mesurar a 3,8 ± 4,5%.) En comparació, Júpiter té una albedo molt més alt de 52%. Això suggereix que el núvol superior de HD 209458 b està compost ja sigui d'un material menys reflectant que Júpiter, o en cas contrari no té núvols i radiació de Rayleigh com els oceans foscs de la Terra. Els models teòrics des de llavors han demostrat que entre la part superior de la seva atmosfera, hi ha gas calent d'alta pressió que envolta el mantell, per tant existeix una estratosfera de gas més fred. Això implica una carcassa exterior de núvol fosc, opac i calent; en general es creu que consta d'òxids de vanadi i titani com les nanes de tipus M ("planetes pM"), però altres compostos com els tolins no es poden descartar encara. L'efecte de Rayleigh és hidrogen escalfat que descansa en la part superior de l'estratosfera; la porció d'absorció de la capa de núvols surant per sobre en 25 mil·libars.

### Exosfera
Al voltant d'aquest nivell, el 27 de novembre de 2001, el Telescopi Espacial Hubble va detectar sodi, la primera atmosfera planetària fora del sistema solar en ser mesurada. Aquesta detecció va ser predita per Sara Seager a finals de 2001. El nucli de la línia de sodi va de pressions de 50 mil·libars a un microbar. Això resulta en ser al voltant d'un terç de la quantitat de sodi de HD 189733 b.
En 2003–4, diversos astrònoms van utilitzar el Imaging Spectrograph del Telescopi Espacial Hubble per descobrir una enorme quantitat d'hidrogen, carboni i oxigen envoltant de manera el·lipsoïdal el planeta que arribant als 10.000 K. L'exosfera d'hidrogen s'estén a una distància de RH=3,1 RJ, molt més gran que el radi de planetari d'1,32 RJ. A aquesta temperatura i distància, la distribució de Maxwell–Boltzmann de les velocitats de les partícules dona lloc a una significativa 'cua' d'àtoms movent-se a velocitats superiors a la velocitat d'escapada. S'estima que el planeta podria estar perdent al voltant 100–500 milions (1–5×108) de kg d'hidrogen per segon. L'anàlisi de la llum de les estrelles que passa a través mostra que els àtoms de carboni i oxigen més pesants són expulsats del planeta per "arrossegaments hidrodinàmics" extrems creats per l'evaporació de la seva atmosfera d'hidrogen. La cua d'hidrogen escapant del planeta és d'aproximadament 200,000 quilòmetres de llarg, que és més o menys equivalent al seu diàmetre.
Es creu que aquest tipus de pèrdua de l'atmosfera pot ser comú a tots els planetes que orbiten al voltant d'estrelles similars al Sol més a prop que al voltant de 0,1 ua. HD 209458 b no s'evaporarà completament, tot i que pot haver perdut fins aproximadament el 7% de la seva massa durant la seva vida útil estimada de 5 mil milions d'anys. És possible que el camp magnètic del planeta pot evitar aquesta pèrdua, com l'exosfera es convertiria ionitzada per l'estrella, i el camp magnètic contindria els ions de pèrdua.

### Vapor d'aigua atmosfèric

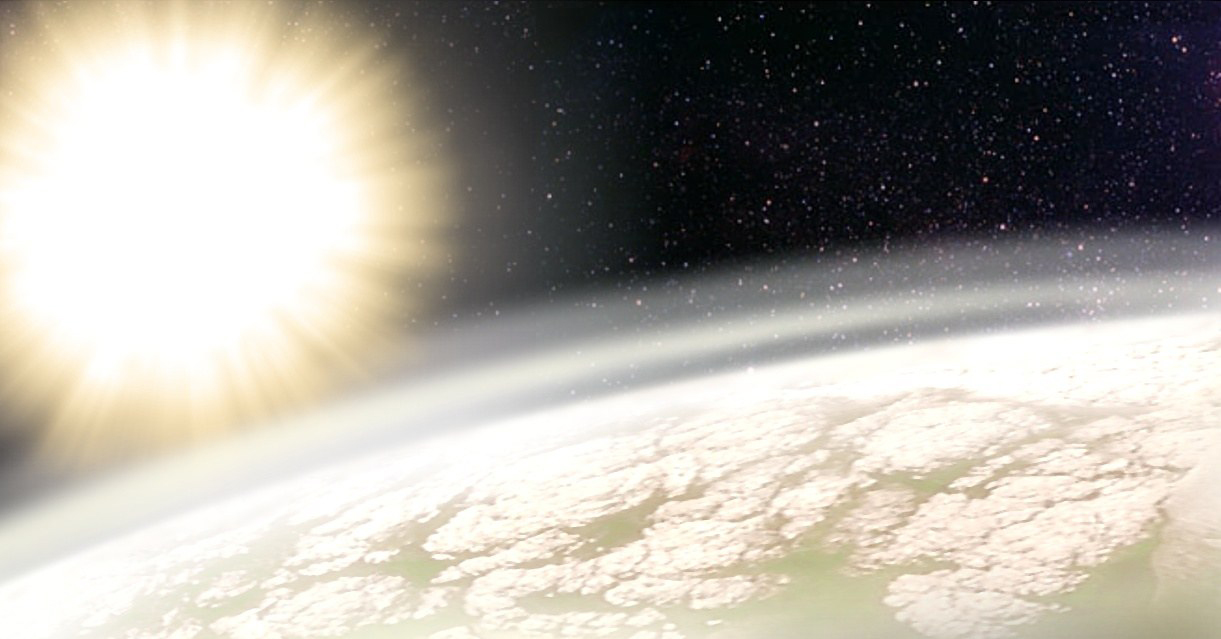
Osiris vist des d'una òrbita propera. Concepció artística.

El 10 d'abril de 2007, Travis Barman, astrònom de l'Observatori Lowell va demostrar que l'atmosfera d'HD 209458 b contenia vapor d'aigua. Usant una combinació de mesures observades pel telescopi Hubble, juntament amb nous models teòrics, Barman va trobar fortes evidències d'absorció d'aigua en l'atmosfera del planeta. El seu mètode modela la llum passant directament a través de l'atmosfera del sol del planeta, mentre que aquest passa pel davant. No obstant això, aquesta hipòtesi encara és investigada.
Barman va recórrer a dades i mesuraments presos per Heather Knutson, un estudiant de la Universitat Harvard, del telescopi espacial Hubble, i va aplicar nous models teòrics per demostrar la probabilitat de l'absorció d'aigua en l'atmosfera del planeta. El planeta orbita al seu estel cada tres dies i mig, i cada vegada que passa pel davant, el contingut atmosfèric pot analitzar-se examinant com l'atmosfera absorbeix la llum procedent de l'estrella.
D'acord amb el resum de la investigació, l'absorció de l'aigua atmosfèrica en un exoplaneta és molt major en una part de l'espectre infraroig, en comparació de les longituds d'ona de l'espectre visible. Barman va prendre les dades de Knutson a través del Hubble per a H209458 b, els va aplicar a aquest model teòric i, presumptuosament, va identificar l'absorció d'aigua en l'atmosfera del planeta. A l'abril de 2007, la investigació encara roman oberta.
El 20 d'octubre de 2009, els investigadors del JPL van descobrir vapor d'aigua, diòxid de carboni i metà en l'atmosfera.
El 2014, es descriure un camp magnètic al voltant de HD 209458 b. És la primera detecció de camp magnètic en exoplanetes. El camp magnètic es suggereix a ser una desena part del de Júpiter.

## Possibles proves de física fonamental
Donada la gran precisió amb la qual es va mesurar el seu període orbital, es va proposar utilitzar HD 209458b per provar la relativitat general. De fet, com seria la correcció d'Einstein a la tercera llei de Kepler, en principi, mesurable.